# 阿萨伊
阿萨伊是巴西巴拉那州的一个市镇。总面积440.346平方公里，总人口16306人，人口密度37人/平方公里。